# Sava II de Montenegro
Sava Petrović, o Sava II de Montenegro (cirílico: Сава Петровић; 18 de enero de 1702–9 de marzo de 1782), de la Casa de Petrović-Njegoš, fue el metropolitano (príncipe-obispo) de Cetiña entre 1735 y 1781. Gobernó el Principado-Obispado de Montenegro como sucesor de Danilo I de Montenegro, con quien había compartido el poder desde 1720.
Sava fue una figura menor en la historia montenegrina, pues durante su gobierno el país estuvo sumido en un periodo de constantes rivalidades y luchas de poder entre las tribus del país.

## Historia
Sava gobernó como un monje que prefería los estudios a la resolución de conflictos. Durante su mandato, el país dependió de la República de Venecia y pagó las tasas debidas a los gobernantes otomanos.
En 1735, el año en que Sava se convirtió oficialmente en metropolitano de Cetiña, estalló una nueva guerra entre Rusia y el imperio Otomano, en la cual Austria entró de parte de los rusos. La guerra fue bienvenida por parte de los serbios de Austria y Hungría, Bosnia-Herzegovina, Serbia y Montenegro en particular, que estaban dispuestos a cualquier cosa para lograr la independencia. La actividad de los haiduques (bandidos) aumentó notablemente, amenazando no solo las regiones de Bosnia-Herzegovina controladas por los otomanos sino también el territorio costero de Dalmacia gobernado por Venecia y por la vecina República de Ragusa. Incapaz de imponer su liderazgo, Sava no tuvo apenas influencia en los acontecimientos, mientras buscaba el entendimiento con Venecia, de acuerdo a su naturaleza conservadora. Su intención era conseguir mantener las fronteras de Montenegro abiertas frente a los bloqueos provocados por sus vecinos orientales y occidentales.
El gobierno austriaco necesitaba de la ayuda de los serbios para combatir a los otomanos, y gracias a estos, a los que trataba de seducir para que se unieran a sus filas, consiguió las primeras victorias, pero muy pronto, los acontecimientos se volvieron en su contra y tuvieron que ceder territorio. En otoño de 1739, los austriacos firmaron el Tratado de Belgrado, por el que cedían a los otomanos el norte de Serbia, incluido Belgrado, el Banato de Temeswar y el norte de Bosnia.
En Montenegro, el sistema de ataques y contraataques de las tribus de las tierras altas (en Brda, Montenegro) hace que sean las más afectadas por las represalias otomanas. En 1740, el nuevo bajá de Skadar (o Scutari, actual noroeste de Albania) empieza a prepararse para una ofensiva ante cuya escala no hay resistencia posible. Las tribus de las tierras altas optan por la negociación en lugar de la batalla y envían a cuarenta de sus jefes a un lugar concertado para la discusión, pero son capturados y decapitados, mientras que otros cuatrocientos son capturados y esclavizados.
Presionado, Sava decide imitar a su predecesor y buscar ayuda en la Rusia ortodoxa, ofreciendo hombres para el ejército ruso a cambio de alguna forma de protectorado para Montenegro. A finales de septiembre de 1742, Sava viaja a San Petersburgo para hablar en persona con la emperatriz Isabel I de Rusia. Esta está dispuesta a ayudar financieramente a Montenegro, pero no quiere saber nada de acuerdos de protección. Sava regresa a través de Berlín, donde visita a Federico el Grande, y una vez en Montenegro, se retira de la vida pública. 
De 1744 a 1766, el metropolitano Vasilije III de Montenegro (Vasilije III Petrović-Njegoš), su coadjutor, se convierte en la más alta autoridad del país y su representante en el extranjero. A la muerte de Vasilije III de Montenegro, el poder volvió a Sava II, que retomó sus lazos con Venecia en 1766. En ese momento, apareció en Montenegro Šćepan Mali (Esteban el Pequeño), un personaje que se hizo pasar por el zar Pedro III y que consiguió convencer a la gente de que debía gobernar Montenegro, lo que consiguió entre 1767 y 1773, año en que fue asesinado mientras dormía por un hombre enviado por el visir de Skadar, Mustafa Bushati. A continuación, el poder volvió de nuevo a Sava II, quien se lo cedió antes de morir a su nieto Arsenije Plamenac de Crmnica, nombrado metropolitano, pero este murió en 1784 y el poder pasó a Pedro I de Montenegro.
En 1766, el monasterio patriarcal de Peć, monasterio ortodoxo serbio cercano a Kosovo, es prohibido por los otomanos, con el apoyo de la iglesia griega. Sava escribe al metropolitano de Moscú diciéndole que la nación serbia está siendo sometida a la esclavitud, y pide al sínodo sagrado de Rusia ayuda para el patriarca serbio. Sava también escribe a la emperatriz pidiéndole protección para los serbios de los griegos y los turcos. Considera que los montenegrinos se encuentran en 'esa nación serbia que está dispuesta a pagar a Rusia con su sangre'.
En 1767, escribe a la República de Ragusa mostrándose feliz de que el gobierno utilice todavía «nuestra lengua serbia»